# جايسون جونغ
جايسون جونغ (بالإنجليزية: Jason Jung) هو لاعب كرة مضرب أمريكي، ولد في 15 يونيو 1989 في توررانسي في الولايات المتحدة.

## وصلات خارجية
- جايسون جونغ على موقع رابطة محترفي التنس (الإنجليزية)
- جايسون جونغ على موقع الاتحاد الدولي لكرة المضرب (الإنجليزية)
- جايسون جونغ على موقع كأس ديفيز (الإنجليزية)
- جايسون جونغ على موقع خلاصة التنس.كوم (الإنجليزية)
- جايسون جونغ على موقع إي إس بي إن.كوم (الإنجليزية)